# (11854) Ludwigrichter
(11854) Ludwigrichter (1988 RM3) – planetoida z pasa głównego asteroid okrążająca Słońce w ciągu 3,68 lat w średniej odległości 2,38 j.a. Odkryta 8 września 1988 roku.